# جي دبليو بيلي
جي دبليو بيلي (بالإنجليزية: G. W. Bailey)‏ مواليد 27 أغسطس 1944 في بورت أرثر، الولايات المتحدة، هو ممثل أمريكي بدأ مسيرته الفنية سنة 1974.

## الأعمال
- سيمون وسيمون
- أكاديمية الشرطة
- شورت سيركت
- مزرعة في خطر
- نيب/تك

## روابط خارجية
- جي دبليو بيلي على موقع IMDb (الإنجليزية)
- جي دبليو بيلي على موقع ألو سيني (الفرنسية)
- جي دبليو بيلي على موقع أول موفي (الإنجليزية)
- جي دبليو بيلي على موقع قاعدة بيانات الأفلام السويدية (السويدية)
- جي دبليو بيلي على موقع إن إن دي بي (الإنجليزية)
- جي دبليو بيلي على موقع قاعدة بيانات الفيلم (الإنجليزية)
- جي دبليو بيلي على موقع كينوبويسك (الروسية)